# 최현준 (1967년)
최현준(1967년 5월 3일 ~ )은 전 KBO 리그의 투수이다.

## 출신학교
- 1983년 ~ 1986년 : 대구고등학교
- 1986년 ~ 1990년 : 한양대학교 (1986학번)